# روبرتو وونغ
روبرتو وونغ (بالإسبانية: Roberto Wong)‏ (17 أغسطس 1979 في كوستاريكا - ) هو مدرب كرة قدم ولاعب كرة قدم كوستاريكي في مركز الدفاع. شارك مع منتخب كوستاريكا لكرة القدم. أما مع النوادي، فقد لعب مع ديبورتيفو سابريسا وC.D. Barrio México ‏ وA.D. Municipal Liberia ‏ وA.D. Municipal Pérez Zeledón ‏ وسانتوس دي جوابيلز ‏ ونادي هيريديانو ونادي بونتاريناس.

## وصلات خارجية
- روبرتو وونغ على موقع قاعدة بيانات كرة القدم.إي يو (الإنجليزية)
- روبرتو وونغ على موقع ناشيونال فوتبول تيمز (الإنجليزية)